# Продановић
Продановић је српско презиме, настало од имена Продан. Може се односити на следеће особе:
- Бошко Продановић (1943), бивши фудбалер
- Јаша Продановић (1867—1948), бивши министар за Србију у југословенској влади
- Илија Продановић (1979), фудбалер
- Рајко Продановић (1986), рукометаш